# مسجدالاقصی

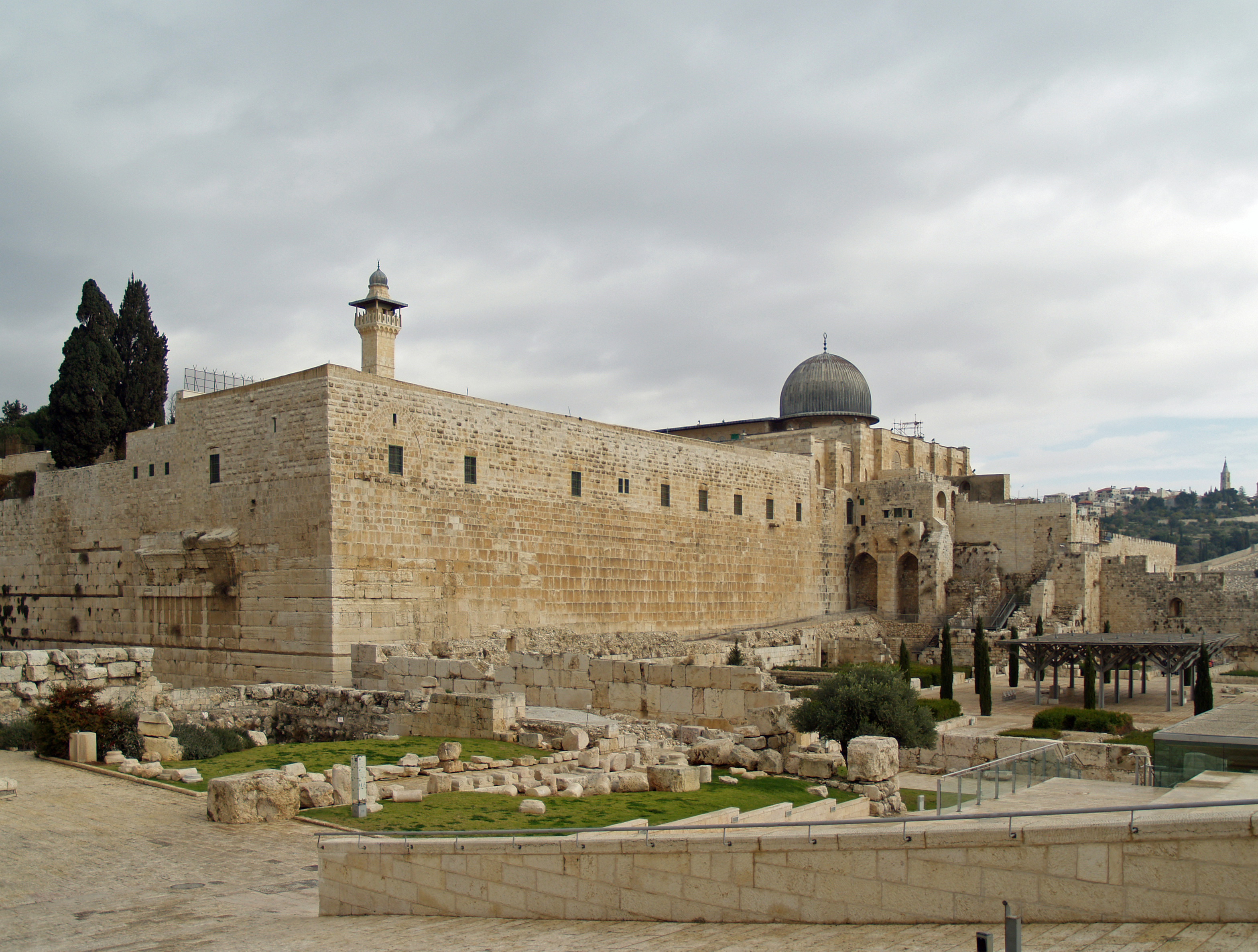
مسجد الاقصی

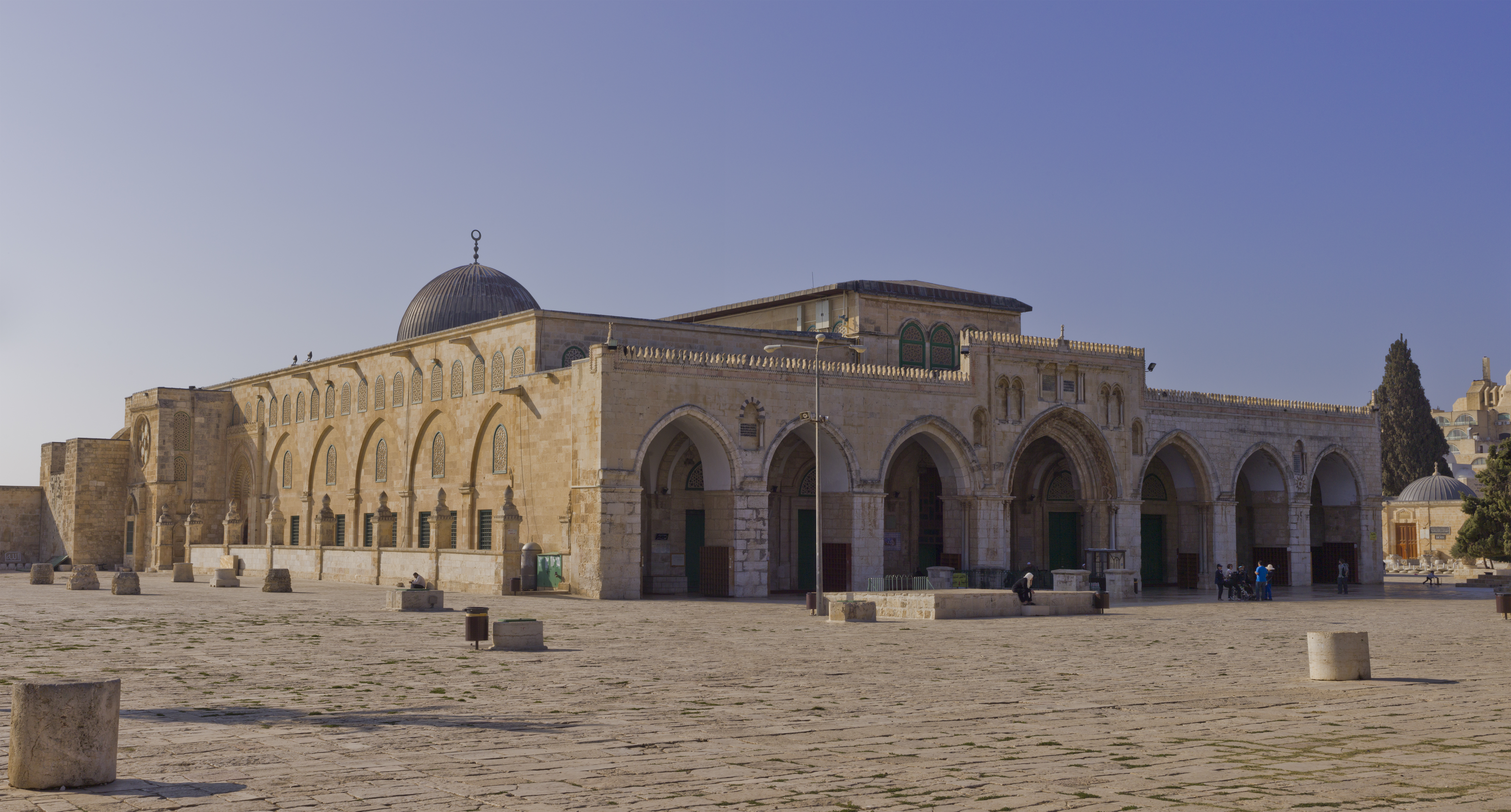
مسجد الاقصی

مسجدالاقصی (به معنی «مسجد دورتر») نخستین قبله و سومین مکان مقدس مسلمانان است. مسجدالاقصی در قسمت جنوب شرقی شهر قدیم اورشلیم واقع شده‌است. مسلمانان به مکانی که مصلای مروانی، مسجد جامع القبلی و مسجد قبةالصخره در آن واقع شده‌اند، مسجدالاقصی یا «حرم شریف» می‌گویند. نام مسجدالاقصی در قرآن نیز ذکر شده اما در وجود ارتباط میان بنای قرآنی با مسجد فعلی تردید وجود دارد و این هم‌نامی ممکن است به دلیل تبلیغات خاندان بنی‌امیه باشد.
در این مکان، بنا به اعتقاد یهودیان، در گذشته پرستشگاه اورشلیم و هیکل سلیمان قرار داشت که مقدّس‌ترین مکان مذهبی برای پیروان یهودیت به‌شمار می‌رود. به باور یهودیان، بقایای مهم‌ترین معابد دین یهود در زیر مجموعه مسجدالاقصی قرار گرفته‌است. یهودیان، محوطهٔ پیرامون مسجدالاقصی را «کوه معبد» می‌خوانند.
مسلمانان نیز این مکان را به این دلیل که قبلهٔ اول آنان بوده‌است مقدس می‌دانند.

## نام
نام مسجدالاقصی در آیهٔ اول سورهٔ اسراء آمده‌است، که اشاره به معراج و سیر شبانهٔ محمّد از مسجدالحرام به مسجدالاقصی دارد:
«سبْحَانَ الَّذِی أَسرَی بِعَبْدِهِ لَیْلاً مِّنَ الْمَسجِدِ الْحَرَامِ إِلی الْمَسجِدِ الاَقْصا الَّذِی بَارَکْنَا حَوْلَهُ لِنرِیَهُ مِنْ ءَایَتِنَا إِنَّهُ هُوَ السمِیعُ الْبَصِیرُ»
«منزّه‌است آن خدایی که بنده‌اش را شبانگاهی از مسجد الحرام به سوی مسجد الأقصی- که پیرامون آن را برکت داده‌ایم- سیر داد، تا از نشانه‌های خود به او بنمایانیم، که او همان شنوای بیناست.»

هم‌نامی این مسجد با بنایی که قرآن از آن نام برده، شاید ریشه در تبلیغات بنی‌امیه در زمان عبدالملک بن مروان داشته باشد که بیت‌المقدس را بالا برد تا از اهمیت مکه بکاهد زیرا مکه در آن دوره تحت حاکمیت عبدالله بن زبیر که با امویان دشمنی می‌ورزید بود.

## تاریخچه
مسجدالاقصی پیش از خلافت دو حاکم بنی‌امیه یعنی عبدالملک بن مروان و پسرش ولید بن عبدالملک، زیاد توسعه نیافته بود و به «حرم قدسی شریف» معروف بود. در سال ۶۹۱ میلادی، عبدالملک‌بن مروان مسجدالاقصی را در مساحت فعلی آن توسعه داد و مهم‌ترین بنای آن معروف به قبةالصخره را ساخت.
در دوران حکومت ولید بن عبدالملک، ساخت و توسعهٔ مسجدالاقصی ادامه یافت و شامل هفت رواق، یک رواق در وسط و شش رواق در دو سمت غربی و شرقی مسجد شد. همچنین، مسجدالاقصی در این دوره صاحب ۱۱ دروازه شد که هفت دروازهٔ آن در شمال، یک دروازه در شرق، دو دروازه در غرب و یک دروازه در جنوب قرار داشت. برای دسترسی نمازگزاران به آب پاک، ۲۵ حلقه چاه حفر شد و یک برکهٔ کوچک برای وضو گرفتن در جلوی مسجد تدارک داده‌شد. در دوره‌های بعدی سه آبخوری به مسجد اضافه‌شد.
مسجدالاقصی در سال ۷۴۷ میلادی و در سال ۱۰۳۳ میلادی، بر اثر وقوع زلزله، تخریب گردید و توسط منصور خلیفهٔ عباسی بازسازی شد. بنیان اصلی مسجدالاقصی به دورهٔ دو حاکم اموی یعنی عبدالملک بن مروان و پسرش ولید بن عبدالملک برمی‌گردد.

## موقعیت مسجدالاقصی
در روایاتی از کتب شیعی، مکان مسجدالاقصی که در قرآن آمده‌است، در بیت‌المقدس واقع شده است.ومسجد الأقصی همان مسجد بیت‌المقدس دانسته شده، و معراج محمد را به مسجد بیت‌المقدس دانسته‌است. علمای شیعی هم، در تفاسیرشان منظور از معراج و اسراء محمد به مسجدالاقصی را مسجد شهر بیت‌المقدس دانسته‌اند؛ مثلاً طبرسی در مجمع البیان ذیل آیه اول سوره اسراء می‌نویسد: «مبدأ اسراء پیامبر مسجدالحرام و پایان آن مسجد الاقصی یعنی بیت‌المقدس است.». علامه طباطبایی هم در تفسیر المیزان می‌نویسد: «اسراء و معراج پیامبر اسلام از مسجدالحرام به سوی مسجد الأقصی بودکه خدا آن را برای بنی اسرائیل هم مقدس گرداند.» و می‌گوید: «روایات بسیاری وارد شده که مقصود از مسجد الاقصی، همان بیت‌المقدس است.»

## تقدّس مسجدالاقصی
مسجدالاقصی یکی از مقدس‌ترین اماکن اسلامی برای مسلمانان است؛ مثلاً در برخی احادیث اهل تسنن گفته می‌شود این مسجد، سوّمین حرم شریف پس از مسجدالحرام و مسجدالنبی در مکه و مدینه است. همچنین، نقل است که آدم، مسجدالاقصی را ساخته و آن را چهل سال پس از ساختن بیت‌الله الحرام بنا به دستور خداوند، بنا نهاده‌است.
اما برخی احادیث در کتب اهل تشیع، فضیلت مسجدالاقصی را بعد از مسجد کوفه می‌داند. در کتاب وسائل الشیعه (و مستدرکِ آن) بابی به نام «مستحب بودن اقامت در مسجد کوفه و نماز در آن، نسبت به سفر برای زیارت مسجد الأقصی» وجود دارد.
در روایت‌های دیگر شیعه هم، فضیلت این مسجد حتی از مسجد النّبی هم بیشتر دانسته شده‌است: در روایتی از محمد آمده‌است:
یک نماز در مسجد من (مسجد النبی) بهتر از هزار نماز در دیگر مساجد است، به جز مسجدالحرام و مسجد الأقصی.
در روایت دیگری از محمد باقر خطاب به ابوحمزه ثمالی آمده‌است: مساجد چهارگانه از نظر فضیلت و ارزش عبارتند از: مسجدالحرام، مسجدالنبی، مسجد بیت‌المقدس و مسجد کوفه؛ ای ابوحمزه نماز واجب در آن‌ها برابر حج و نماز نافله در آن‌ها برابر عمره ارزش دارد.
علی بن ابی‌طالب هم، این چهار مسجد را چهار مکان در دنیا که از قصرهای بهشتی هستند، معرفی می‌کند.
ضمناً بیت‌المقدس اولین قبله مسلمانان بوده‌است، جایی که در سال‌های اول بعثت محمّد، مسلمانان به سوی آن نماز می‌خواندند؛ و در برخی احادیث شیعیان، مسجد بیت‌المقدس مورد تقدیس قرار گرفته‌است. علمای شیعه مسجد بیت‌المقدس را همان مسجدالأقصی دانسته‌اند.

## درهای مسجدالاقصی
مسجدالاقصی دارای ۱۵ در می‌باشد. ده در آن امروزه باز است و پنج در آن امروزه بسته‌است.

### باب الاسود
این در در زاویه شمال شرقی مسجدالاقصی واقع شده‌است و دوران حکومت ایوبیان بازسازی شده‌است. به این در، الاسباط نیز می‌گویند. این در به‌علت هم سطحی با زمین تنها دری است که آمبولانس‌ها می‌توانند در شرایط اضطرار از طریق آن وارد مسجد شوند. و مجروحان و فوت‌شدگان را از آن خارج کنند.

### باب الحطه
در قسمت شمالی مسجدالاقصی بین مدرسه الکریمیه و مقبره اوحدی قرار دارد. این در به شیوه‌ای قدیم ساخته شده‌است و در سالهای ۶۱۷ هجری قمری و ۹۸۹ هجری قمری بازسازی شده‌است.

### باب العتم
این در در قسمت شمالی مسجدالاقصی قرار دارد و از قدیمی‌ترین درهای مسجدالاقصی می‌باشد. دروازه‌ای در ورودی شهر قدس نیز به دروازه العتم وجود دارد. به این در همچنین در شرف‌الانبیاء می‌گویند.

### باب الغوانمه
این در در قسمت شمال غربی مسجدالاقصی نزدیک مناره غوانمه قرار دارد. در قدیم به آن در الخلیل می‌گفتند.

### باب الناظر
این در قسمت غربی مسجدالاقصی قرار دارد. در قدیم به آن باب میکائیل و باب‌الحبس و باب‌المجلس می‌گفتند. و در سال ۶۰۰ هجری قمری بازسازی شده‌است.

### باب الحدید
در قسمت غربی مسجدالاقصی بین مهمانخانه کرد و مدرسه ارغوانیه قرار دارد. و نام دیگر آن در ارغوان است بنام کسی که مدرسه ارغوانیه را ساخته و وقف کرده‌است.

### باب القطانین
این در در قسمت غربی مسجدالاقصی قرار دارد و بسیار زیبا و مجلل ساخته شده‌است. و به جهت اینکه به بازار قطانین منتهی می‌شود به این نام معروف شده‌است.

### باب المطهره
این در در قسمت غربی مسجدالاقصی و بعد از در قطانین واقع شده‌است. در گذشته آن را دب المتوضا یعنی وضوخانه می‌نامیدند زیرا به حوض پادشاه عادل منتهی می‌شود.

### باب السلسله و باب السکینه
این دو در در کنار هم در قسمت غربی مسجدالاقصی قرار دارند و امروزه از اصلی‌ترین دروازه‌های ورودی محسوب می‌شوند. باب السلسله را بخاطر نزدیکی اش به قبه‌السلسله به این اسم نامیده‌اند.

### باب المغاربه
این در در جنوبی‌ترین قسمت غربی مسجدالاقصی واقع شده‌است. مفسرین قرآن معتقدند محمد مصطفی در شب معراج از این در وارد مسجدالاقصی شدند. نام دیگر این در النبی داوود و در براق می‌باشد.

### باب الجنائز
این در از جمله درهای بسته‌است که در قسمت جنوب شرقی مسجدالاقصی قرار دارد. در گذشته مسلمانان جنازه‌های خود را به مسجدالاقصی می‌آورند و از این در به قبرستانی که در پشت دیوار شرقی قراردارد می‌بردند. همچنین به آن در مفرد نیز می‌گویند.

### باب الثالثه
این در از جمله درهای بسته‌است که در قسمت جنوبی مسجدالاقصی قرار دارد که به مسجد مروانی منتهی می‌شود. این در از سه در مسدود تشکیل شده‌است. این درها به دستور خلیفه فاطمی الظاهر لاعزازدین الله در سال ۴۲۵ هجری قمری ساخته شده‌است.

### باب المزدوج
این در از جمله درهای بسته‌است که در قسمت جنوبی مسجدالاقصی قرار دارد.

### باب الذهبی
این در از جمله درهای بسته‌است که در قسمت شمالی بخش شرقی مسجدلاقصی قرار دارد. این در به باب الرحمه و باب التوبه نیز معروف است.

## تولیت
دولت اردن، متولی رسمی مجموعه مسجدالاقصی است. بر اساس پیمان‌نامهٔ صلحی که در سال ۱۹۹۴ میلادی، میان اسرائیل و اردن بسته‌شد، مقرر شد تا عبادت یهودی‌ها در محوطه مجموعه مسجدالاقصی منع شود و دولت اردن، متولی رسمی مجموعه مسجدالاقصی باشد.
مجموعه مسجدالاقصی زیر نظر مفتی بیت‌المقدس اداره می‌شود.

## آلمالیق
در ۲۱ اوت ۱۹۶۹ میلادی دنیس مایکل روهان، جوان یهودی استرالیایی الاصل اقدام به آتش زدن مسجدالاقصی نمود و بیش از یک سوم مسجد در آتش سوخت. همچنین گنبد داخلی، محراب زکریا و منبر صلاح الدین ایوبی آسیب دیدند.
اسرائیل در ابتدا آتش‌سوزی را غیرعمدی و بخاطر اتصال در جریان برق اعلام کرد. کمیته‌های حقیقت‌یاب اثبات کردند که این‌کار عمدی بوده‌است و به همین دلیل اسرائیل تغییر موضع داد و مایکل روهان استرالیایی الاصل را عامل آتش‌سوزی معرفی کرد. اسرائیل در ابتدا روهان را محاکمه کرد ولی بعد از مدتی او را به این علت که سلامت روانی نداشته آزاد و به استرالیا بازگرداند.